# 津田美武
津田 美武（つだ よしたけ、1890年（明治23年）10月11日 - 1976年（昭和51年）8月28日）は、大日本帝国陸軍軍人。

## 経歴
1890年（明治23年）に東京府で生まれた。陸軍士官学校第23期卒業。1933年（昭和8年）に陸軍大学校研究部主事兼副官となり、1937年（昭和12年）8月に陸軍歩兵大佐に進級した。同年11月に歩兵第14連隊長に就任し、日中戦争に出動。1939年（昭和14年）に陸軍少将に進級と同時に歩兵第133旅団長に転じ、京漢線石門地区で警備・討伐戦に当たった。
1940年（昭和15年）に留守第6師団司令部附を経て、1941年（昭和16年）に支那派遣軍隷下の独立混成第4旅団長に転じ、河北省中心部の警備に当たった。1943年（昭和18年）に大阪陸軍軍需輸送統制部長を経て、1944年（昭和19年）8月に陸軍中将に進級と同時に第105師団長に親補される。ルソン島に出征し、悪戦苦闘の中で終戦を迎えた。
1947年（昭和22年）11月28日、公職追放仮指定を受けた。

## 栄典
勲章等
- 1940年（昭和15年）8月15日 - 紀元二千六百年祝典記念章[5]
- 1941年（昭和16年）11月11日  - 勲二等瑞宝章[6]
- 1944年（昭和18年）8月15日  - 勲一等瑞宝章[7]